# Магдалено Меркадо
Магдалено Дієго Меркадо Гутьєррес (ісп. Magdaleno Diego Mercado Gutiérrez, нар. 4 квітня 1944, Ла-Експренсія, Мексика — пом. 6 березня 2020) — мексиканський футболіст, виступав на позиції півзахисника.

## Клубна кар'єра
Вихованець клубу «Імперіо». У 1965 році підписав професіональний контракт з «Атласом». У сезоні 1967/68 років разом з «Атласом» виграв кубок Мексики. По завершенні контракту з гвадалахарським клубом перейшов у «Тунерос де Сан-Луїс», якому за підсумками сезону 1970/71 років допоміг вийти в Прімера Дивізіон. З 1991 року й протягом наступного десятиліття працював скаутом з пошуку молодих талановитих футболістів в «Атласі».

## Кар'єра в збірній
У футболці національної збірної Мексики дебютував 11 травня 1966 року в поєдинку проти Чилі, де вийшов на останні 8 хвилин зустрічі. 29 травня 1966 року зіграв перший повний матч за національну команду, також проти збірної Чилі. Учасник чемпіонат світуу 1966 року, де зіграв у поєдинку проти Франції (1:1) та Уругваю (0:0).